# Takuro Kaneko
Takuro Kaneko (金子 拓郎 Kaneko Takurō?, Ogawa, Saitama, 30 de julio de 1997) es un futbolista japonés que juega como centrocampista en el Urawa Red Diamonds.

## Trayectoria
En 2019 se unió al Hokkaido Consadole Sapporo. Se marchó en julio de 2023 después de ser cedido al G. N. K. Dinamo Zagreb por una temporada.

## Clubes
| Club                            | País    | Año       |
| ------------------------------- | ------- | --------- |
| Hokkaido Consadole Sapporo      | Japón   | 2019-2024 |
| G. N. K. Dinamo Zagreb (cedido) | Croacia | 2023-2024 |
| K. V. Kortrijk                  | Bélgica | 2024-2025 |
| Urawa Red Diamonds              | Japón   | 2025-     |

## Palmarés

### Títulos nacionales
| Título                  | Club                   | País    | Año  |
| ----------------------- | ---------------------- | ------- | ---- |
| Primera Liga de Croacia | G. N. K. Dinamo Zagreb | Croacia | 2024 |
| Copa de Croacia         | G. N. K. Dinamo Zagreb | Croacia | 2024 |